# Victoria Justice/Diskografie
Diese Diskografie ist eine Übersicht über die musikalischen Werke der US-amerikanischen Popsängerin Victoria Justice. Den Quellenangaben und Schallplattenauszeichnungen zufolge verkaufte sie bisher mehr als 3,5 Millionen Tonträger. Ihre erfolgreichste Veröffentlichung ist das Soundtrackalbum Victorious: Music from the Hit TV Show mit über 1,8 Millionen verkauften Einheiten.

## Alben

### Soundtracks
| Jahr | Titel                                                                        | Höchstplatzierung, Gesamtwochen, AuszeichnungChartplatzierungen (Jahr, Titel, Platzierungen, Wochen, Auszeichnungen, Anmerkungen) | Höchstplatzierung, Gesamtwochen, AuszeichnungChartplatzierungen (Jahr, Titel, Platzierungen, Wochen, Auszeichnungen, Anmerkungen) | Höchstplatzierung, Gesamtwochen, AuszeichnungChartplatzierungen (Jahr, Titel, Platzierungen, Wochen, Auszeichnungen, Anmerkungen) | Höchstplatzierung, Gesamtwochen, AuszeichnungChartplatzierungen (Jahr, Titel, Platzierungen, Wochen, Auszeichnungen, Anmerkungen) | Anmerkungen                                                |
| Jahr | Titel                                                                        | DE | AT | CH | US | Anmerkungen                                                |
| ---- | ---------------------------------------------------------------------------- | --- | --- | --- | --- | ---------------------------------------------------------- |
| 2011 | Victorious: Music from the Hit TV Show Columbia Records (Sony)               | DE100 (1 Wo.)DE | AT35 (6 Wo.)AT | CH69 (2 Wo.)CH | US5 (24 Wo.)US | Erstveröffentlichung: 2. August 2011 Verkäufe: + 1.800.000 |
| 2012 | Victorious 2.0: More Music from the Hit TV Show Columbia Records (Sony)      | — | — | — | US18 (8 Wo.)US | Erstveröffentlichung: 5. Juni 2012 Verkäufe: + 70.000      |
| 2012 | Victorious 3.0: Even More Music from the Hit TV Show Columbia Records (Sony) | — | — | — | US159 (1 Wo.)US | Erstveröffentlichung: 6. November 2012 Verkäufe: + 3.000   |

## Singles

### Als Leadmusikerin
| Jahr | Titel Album                                                        | Höchstplatzierung, Gesamtwochen, AuszeichnungChartplatzierungen (Jahr, Titel, Album, Platzierungen, Wochen, Auszeichnungen, Anmerkungen) | Höchstplatzierung, Gesamtwochen, AuszeichnungChartplatzierungen (Jahr, Titel, Album, Platzierungen, Wochen, Auszeichnungen, Anmerkungen) | Höchstplatzierung, Gesamtwochen, AuszeichnungChartplatzierungen (Jahr, Titel, Album, Platzierungen, Wochen, Auszeichnungen, Anmerkungen) | Höchstplatzierung, Gesamtwochen, AuszeichnungChartplatzierungen (Jahr, Titel, Album, Platzierungen, Wochen, Auszeichnungen, Anmerkungen) | Anmerkungen                                                                     |
| Jahr | Titel Album                                                        | DE | AT | CH | US | Anmerkungen                                                                     |
| ---- | ------------------------------------------------------------------ | --- | --- | --- | --- | ------------------------------------------------------------------------------- |
| 2010 | Make It Shine Victorious: Music from the Hit TV Show               | — | — | — | — | Erstveröffentlichung: 13. April 2010                                            |
| 2010 | Best Friend’s Brother Victorious: Music from the Hit TV Show       | — | — | — | US86 (4 Wo.)US | Erstveröffentlichung: 20. Mai 2010                                              |
| 2010 | Freak the Freak Out Victorious: Music from the Hit TV Show         | — | — | — | US50 Gold · (6 Wo.)US | Erstveröffentlichung: 22. November 2010 Verkäufe: + 600.000                     |
| 2011 | Beggin’ on Your Knees Victorious: Music from the Hit TV Show       | — | — | — | US58 (4 Wo.)US | Erstveröffentlichung: 1. April 2011 Verkäufe: + 28.000                          |
| 2011 | Leave It All to Shine Victorious: Music from the Hit TV Show       | — | — | — | — | Erstveröffentlichung: 10. Juni 2011 mit Miranda Cosgrove                        |
| 2011 | All I Want Is Everything Victorious: Music from the Hit TV Show    | — | — | — | — | Erstveröffentlichung: 2. August 2011                                            |
| 2011 | It’s Not Christmas without You Merry Nickmas (Sampler)             | — | — | — | — | Erstveröffentlichung: 3. Dezember 2011                                          |
| 2011 | You’re the Reason Victorious: Music from the Hit TV Show           | — | — | — | — | Erstveröffentlichung: 3. Dezember 2011                                          |
| 2012 | Take a Hint Victorious 2.0: More Music from the Hit TV Show        | — | — | — | US— PlatinUS | Erstveröffentlichung: 3. März 2012 Verkäufe: + 1.000.000; mit Elizabeth Gillies |
| 2012 | Countdown Victorious 2.0: More Music from the Hit TV Show          | — | — | — | — | Erstveröffentlichung: 18. Februar 2012 mit Leon Thomas III                      |
| 2012 | Make It in America Victorious 2.0: More Music from the Hit TV Show | — | — | — | — | Erstveröffentlichung: 15. Mai 2012                                              |
| 2012 | L.A. Boyz Victorious 3.0: Even More Music from the Hit TV Show     | — | — | — | — | Erstveröffentlichung: 20. Oktober 2012 mit Ariana Grande                        |
| 2012 | Here’s 2 Us Victorious 3.0: Even More Music from the Hit TV Show   | — | — | — | — | Erstveröffentlichung: 24. November 2012                                         |
| 2013 | Girl Up –                                                          | — | — | — | — | Erstveröffentlichung: 16. Februar 2013                                          |
| 2013 | Gold –                                                             | — | — | — | — | Erstveröffentlichung: 18. Juni 2013 Verkäufe: + 33.000                          |
| 2013 | Caught Up in You –                                                 | — | — | — | — | Erstveröffentlichung: 25. Juni 2013                                             |
| 2020 | Treat Myself –                                                     | — | — | — | — | Erstveröffentlichung: 11. Dezember 2020                                         |
| 2021 | Stay –                                                             | — | — | — | — | Erstveröffentlichung: 12. Februar 2021                                          |
| 2021 | Everybody‘s Breaking Up –                                          | — | — | — | — | Erstveröffentlichung: 12. März 2021                                             |
| 2021 | Too F*ckin’ Nice –                                                 | — | — | — | — | Erstveröffentlichung: 28. Mai 2021                                              |
| 2023 | Last Man Standing –                                                | — | — | — | — | Erstveröffentlichung: 19. Februar 2023                                          |
| 2023 | Only a Stranger –                                                  | — | — | — | — | Erstveröffentlichung: 11. August 2023                                           |

### Als Gastmusikerin
| Jahr | Titel Album              | Anmerkungen                                                                                    |
| ---- | ------------------------ | ---------------------------------------------------------------------------------------------- |
| 2015 | Love Song to the Earth – | Erstveröffentlichung: 11. September 2015 Verkäufe: + 11.000; als Teil von Friends of the Earth |

## Musikvideos
| Jahr | Titel                    | Regisseur(e)                |
| ---- | ------------------------ | --------------------------- |
| 2010 | Make It Shine            |                             |
| 2010 | Finally Falling          |                             |
| 2010 | Freak the Freak Out      | Marcus Wagner               |
| 2011 | Beggin’ on Your Knees    | Marcus Wagner               |
| 2011 | Best Friend’s Brother    | Marine Prog                 |
| 2011 | Leave It All to Shine    |                             |
| 2011 | All I Want Is Everything | Lex Halaby                  |
| 2011 | You’re the Reason        |                             |
| 2011 | Sleigh Ride              |                             |
| 2012 | Take a Hint              |                             |
| 2012 | Make It in America       | Anna Mastro                 |
| 2012 | L.A. Boyz                |                             |
| 2012 | Here’s 2 Us              |                             |
| 2012 | Maroon 5 Medley!         | Kurt Hugo Schneider         |
| 2012 | Holiday Medley!          |                             |
| 2013 | Faster Than Boyz         |                             |
| 2013 | Girl Up                  |                             |
| 2013 | Gold                     | Chandler Lass, Young Wonder |
| 2013 | Say Something            |                             |
| 2015 | Justin Timberlake Medley |                             |
| 2015 | Love Song to the Earth   | Trey Fanjoy                 |
| 2020 | Treat Myself             | Patrick Dwyer, John Logsdon |
| 2021 | Stay                     | Al Kalyk                    |
| 2021 | Everybody‘s Breaking Up  | Brian DeCubellis            |

## Sonderveröffentlichungen
| Jahr | Titel Album                                     | Anmerkungen                                                                              |
| ---- | ----------------------------------------------- | ---------------------------------------------------------------------------------------- |
| 2012 | It’s Not Christmas without You Merry Nickmas    | Erstveröffentlichung: 19. November 2012                                                  |
| 2012 | Rockin’ Around the Christmas Tree Merry Nickmas | Erstveröffentlichung: 19. November 2012 Original: Brenda Lee                             |
| 2012 | Sleigh Ride Merry Nickmas                       | Erstveröffentlichung: 19. November 2012 Original: Boston Pops Orchestra & Arthur Fiedler |

| Jahr | Titel Soundtrack zu                                                                          | Anmerkungen |
| ---- | -------------------------------------------------------------------------------------------- | --- |
| 2009 | Lonely Love Song Spectacular!                                                                | Erstveröffentlichung: 23. Februar 2009 mit Simon Curtis |
| 2009 | On The Wings of a Dream Spectacular!                                                         | Erstveröffentlichung: 23. Februar 2009 mit Simon Curtis |
| 2009 | Things We Do for Love Spectacular!                                                           | Erstveröffentlichung: 23. Februar 2009 mit Simon Curtis Original: 10cc |
| 2011 | Almost Paradise Footloose                                                                    | Erstveröffentlichung: 14. Oktober 2011 mit Hunter Hayes Original: Mike Reno & Ann Wilson                                                                                         |
| 2016 | Dammit Janet The Rocky Horror Picture Show: Let’s Do the Time Warp Again                     | Erstveröffentlichung: 21. Oktober 2016 mit Ryan McCartan Original: Julie Covington & Christopher Malcolm                                                                         |
| 2016 | Don’t Dream It The Rocky Horror Picture Show: Let’s Do the Time Warp Again                   | Erstveröffentlichung: 21. Oktober 2016 mit Ryan McCartan, Laverne Cox, Tim Curry & Ben Vereen Original: Tim Curry                                                                |
| 2016 | Over at the Frankenstein Place The Rocky Horror Picture Show: Let’s Do the Time Warp Again   | Erstveröffentlichung: 21. Oktober 2016 mit Reeve Carney & Ryan McCartan Original: Julie Covington, Christopher Malcolm & Richard O’Brien                                         |
| 2016 | Planet Hot Dog The Rocky Horror Picture Show: Let’s Do the Time Warp Again                   | Erstveröffentlichung: 21. Oktober 2016 mit Ryan McCartan, Laverne Cox & Ben Vereen Original: Tim Curry – Planet Schmanet, Janet                                                  |
| 2016 | Rose Tint My World The Rocky Horror Picture Show: Let’s Do the Time Warp Again               | Erstveröffentlichung: 21. Oktober 2016 mit Annaleigh Ashford, Ryan McCartan, Tim Curry & Ben Vereen Original: Rayner Bourton, Julie Covington, Christopher Malcolm & Little Nell |
| 2016 | Super Heroes The Rocky Horror Picture Show: Let’s Do the Time Warp Again                     | Erstveröffentlichung: 21. Oktober 2016 mit Ryan McCartan & Tim Curry Original: Jonathan Adams, Julie Covington & Christopher Malcolm                                             |
| 2016 | Toucha, Toucha, Toucha, Touch Me The Rocky Horror Picture Show: Let’s Do the Time Warp Again | Erstveröffentlichung: 21. Oktober 2016 Original: Julie Covington |
| 2021 | Home Gibt es ein Leben nach der Party?                                                       | Erstveröffentlichung: 2. September 2021 mit Spencer Sutherland |

## Promoveröffentlichungen
| Jahr | Titel Album        | Anmerkungen                                               |
| ---- | ------------------ | --------------------------------------------------------- |
| 2007 | A Thousand Miles – | Erstveröffentlichung: 2007 Original: Vanessa Carlton      |
| 2012 | Friends Count –    | Erstveröffentlichung: 2012 Vertrieb nur über Build-A-Bear |

## Statistik

### Chartauswertung
|                     | DE    | AT    | CH    | US    |
| ------------------- | ----- | ----- | ----- | ----- |
| Nummer-eins-Alben   | DE—DE | AT—AT | CH—CH | US—US |
| Top-10-Alben        | DE—DE | AT—AT | CH—CH | US1US |
| Alben in den Charts | DE1DE | AT1AT | CH1CH | US3US |

|                       | DE    | AT    | CH    | US    |
| --------------------- | ----- | ----- | ----- | ----- |
| Nummer-eins-Singles   | DE—DE | AT—AT | CH—CH | US—US |
| Top-10-Singles        | DE—DE | AT—AT | CH—CH | US—US |
| Singles in den Charts | DE—DE | AT—AT | CH—CH | US3US |

### Auszeichnungen für Musikverkäufe
Anmerkung: Auszeichnungen in Ländern aus den Charttabellen bzw. Chartboxen sind in ebendiesen zu finden.
| Land/RegionAuszeichnungen für Musikverkäufe (Land/Region, Auszeichnungen, Verkäufe, Quellen) | Gold  | Platin  | Verkäufe  | Quellen  |
| -------------------------------------------------------------------------------------------- | ----- | ------- | --------- | -------- |
| Vereinigte Staaten (RIAA)                                                                    | Gold1 | Platin1 | 1.500.000 | riaa.com |
| Insgesamt                                                                                    | Gold1 | Platin1 |           |          |